# محمد عبده (مغني)
محمد عبده (مواليد 12 يونيو 1949) مغني وملحن سعودي وُلِدَ في محافظة الدرب في منطقة جازان جنوب السعودية. يُعتبر من أشهر الفنانين العرب على مستوى الوطن العربي الذين عاصروا الجيل القديم والحديث. معروف بلقب «فنان العرب» ويحظى باحترام كبير في الساحة الفنية. شارك كثيرًا بالغناء في المسارح العربية الكبرى في دول الخليج العربي والشام وشمال أفريقيا وأقام العديد من الحفلات في مسارح العالم، أبرزها في كرنفال جنيف، لندن، واشنطن ولوس أنجلوس. ويعتبر محمد عبده من أبرز فناني السعودية.

## النشأة
وُلد محمد عبده في 12 يونيو 1949 في محافظة الدرب في منطقة جازان جنوب السعودية، يُتم صغيرًا حيث مات والده وهو ما زال طفلًا في السادسة من عمره، وعاش رحلة من الفقر والعوز حتى أنه عاش فترة في رباط خيري هو وشقيقه بمنحة من الملك فيصل بن عبد العزيز آل سعود.
واستطاع محمد عبده دخول المعهد الصناعي والتخصص في صناعة السفن في محاولة لتحقيق حلمه القديم بأن يصبح بحارًا مثل والده، ولكنه كان مولعًا بالفن والغناء الذي أخذه إلى بحر النغم الذي أخلص له ومنحه اهتمامًا حقيقيًا.

## بداياته الفنية
بدأ رحلته الفنية في بداية الستينات الميلادية، في عام 1961 كانت بداية محمد عبده مع عالم الغناء في سن مبكرة وهو طالب في المعهد الصناعي بجدة، تخرج منه عام 1963 حيث كان ضمن أفراد بعثة سعودية متجهه إلى إيطاليا لصناعة السفن، تحولت الرحلة من روما إلى بيروت، أي من بناء السفن إلى بناء المجد الفني، وكان ذلك عن طريق عباس فائق غزاوي الذي كان من ضمن مكتشفي صوت محمد عبده عندما غنى في الإذاعة في برنامج (بابا عباس) عام 1960، وبارك هذا الاكتشاف الشاعر المعروف طاهر زمخشري.
سافر محمد عبده من جدة إلى بيروت برفقة الغزاوي وطاهر زمخشري، وهناك تعرف على الملحن السوري محمد محسن الذي أخذ من الزمخشري كلمات (خاصمت عيني من سنين) ليغني محمد عبده أغنية خاصة به بعد أن غنى الكثير من أغاني من سبقوه ومنها أغنية (قالوها في الحارة.. الدنيا غدارة)، سُجلت الأغنية وعاد فنان العرب لأرض الوطن ودخل إلى الغناء بقوة وتعرف على العديد من الشعراء أمثال إبراهيم خفاجي الذي كان له تأثيرًا واضحًا على حياة محمد عبده الفنية، والموسيقار طارق عبد الحكيم الذي قدم له لحناً رائعاً من كلمات الشاعر المعروف (ناصر بن جريد) بعنوان (سكة التايهين) التي قدمها محمد عبده عام 1966.
ووجد محمد عبده نفسه في حاجة إلى القيام بالتلحين لنفسه، رغم ألحان طارق عبد الحكيم وعمر كدرس التي صقلت موهبته لكنه خاض التجربة وكانت أغنية (خلاص ضاعت أمانينا.. مدام الحلو ناسينا) قدمها محمد عبده على العود والإيقاع دون أي توزيع موسيقي، وكان نجاح هذا اللحن تشجيعًا له على خوض التلحين الذاتي.
قام بتلحين كلمات الشاعر (الغريب) وهي أغنية (الرمش الطويل) عام 1967، يومها وزعت هذه الأسطوانة بعدد ثلاثين ألف نسخة، معنى ذلك نجاح محمد عبده وانتشاره فنيًا في جميع أرجاء السعودية بمختلف مناطقها وفي دول الخليج المجاورة والعالم العربي. بعد الرمش الطويل جاءت رائعة (طارق عبد الحكيم) وهي (لنا الله) من كلمات الشاعر إبراهيم خفاجي عام 1967 بعد نجاح الرمش الطويل.
قبل بدء الإرسال التلفزيوني عام 1965، كان مسرح التلفزيون هو المكان اللائق لتقديم الجديد بعد مسرح الإذاعة، حيث تعاون محمد عبده مع الأمير عبد الله الفيصل في رائعتهم التي بعنوان (هلا يابو شعر ثاير) من ألحان محمد عبده، وما كادت تبدأ فترة السبعينات إلا ومحمد عبده ينهي بكل نجاح المرحلة الأولى في تاريخ الأغنية السعودية الحديثة المرتبطة بمحمد عبده لقيامه بتطوير الفن السعودي.

## السبعينات
شهدت فترة السبعينات العديد من النجاحات في مسارح عدد من البلاد مثل الإمارات، قطر، لبنان، الكويت، مصر حيث الانطلاقة الأكبر ليصبح محمد عبده سفيرًا للأغنية السعودية، وتطور الحال إلى أن أصبح سفيرًا للأغنية الخليجية ثم للجزيرة العربية كلها، بعد طرقه ألوانا غنائية من مختلف مناطق المملكة والخليج العربي والجزيرة العربية ككل، حتى أصبح يلقب بلقب: (مطرب الجزيرة العربية) أو (فنان الجزيرة العربية)، وهذا اللقب لم يأت من فراغ كون محمد عبده تعاون أولاً مع الأمير الشاعر خالد الفيصل وقدم له قصائد نبطية مثل (يا صاح، أيّوه، سافر وترجع، وغيرها)، دخل محمد عبده معها ألوانا أخرى مثل السامري في إيقاعات رائعة جدًا، هذه الألوان الصعبة من الكلمات انتشرت في كل مكان خارج نطاق الجزيرة العربية بعد أن انتشرت داخلها.
بعد ذلك جاءت رائعة أبعاد، وتعاون مع الشاعر فائق عبد الجليل وألحان الملحن يوسف المهنا، لتخرج محمد عبده من نطاق العالم العربي، فقام مطرب إيراني بترجمة معاني هذه الأغنية بنفس اللحن وقدمها بصوته، وقام آخر هندي بترجمتها أيضًا، بالإضافة إلى فرقة عربية قامت بغناء هذه الأغنية مثل (عائلة البندري)، ناهيك عن الفرق الغربية في اليونان وتركيا وعدد من دول أوروبا الذين قاموا بغناء أغنية أبعاد.
نعم، أبعاد أغنية عالمية، وفوق ذلك كافة الجاليات غير العربية المقيمة في الخليج قد تعرفت على محمد عبده بهذه الأغنية وأخذت بعد ذلك كافة الأشرطة الخاصة به، ليتم نشرها في بلادهم رغم عدم معرفتهم للغة العربية، لكن أغاني محمد عبده انتشرت في كثير من البلاد في المشرق والمغرب.
قبل انتهاء فترة السبعينات الميلادية، قام الفنان محمد عبده بخوض تجربة الأغنية الطويلة مع مهندس الكلمة الأمير بدر بن عبد المحسن وذلك في أغنية (في أمان الله) أو (الرسايل) التي قدمها على مسارح القاهرة صيف عام 1974، ثم قدمها على مسرح التلفزيون بالرياض في عيد فطر عام 1394 هـ، وحققت هذه الأغنية نجاحًا منقطع النظير، مما شجع الفنان محمد عبده على غناء أغنية (خطأ)، وهي أيضًا من كلمات البدر. وعودة إلى أواخر السبعينات، وتعاون جديد لـ سامي إحسان مع محمد عبده وأغنية بعنوان (سهر) و (قلب تلوعه) والرائعة (أنت محبوبي) ثم (مالي ومال الناس) التي انتشرت بين الناس انتشاراً واسعاً.

## الثمانينات ولقب فنان العرب

ألبوم غلاف الهوى الغايب للفنان محمد عبده

أقيمت حفلة في تونس، وأطلق عليه الرئيس التونسي حينها الحبيب بو رقيبة لقب (فنان العرب) عبر تلك الحفلة في الثمانينات، ليقدم الجديد بعدها، ومنها دخوله للتعاون مع الملحن الدكتور عبد الرب إدريس، الذي قدّم لمحمد عبده إنتاجات رائعة مثل (محتاج لها، جيتك حبيبي)، بعد ذلك (أبعتذر)، ثم (كلك نظر)، حيث تأثر الملحن الكبير عبد الرب إدريس بفنان العرب محمد عبده وبأسلوبه.
وضّح فنان العرب الفارق ما بين الأغاني الخفيفة الجيدة التي تعتمد على الإبداع الفني والأغاني الجيدة عن أسلوب الإبداع، ولإخفاء عيوب الصوت والأداء وضعف الإمكانات الصوتية، وهذا درس رائع قدمه فنان العرب محمد عبده بعد أن بدأت هذه الظاهرة في الانتشار بشكل مكثف.
في نفس الوقت طرح محمد عبده ألبوماً يحمل اسم (وهم، العقد، إنت معاي)، وقام بغناء العديد من الأغاني من ضمنها ما ذكرت في الألبوم الأخير في حفل فني في مدينة جنيف السويسرية صيف 1988، وذلك في أثناء الكرنفال السنوي الخاص بها، علمًا بأن هذه الحفلة تم طبعها عبر شريطين فيديو، وحققا نجاحًا وانتشارًا كبيرًا في أرقام قياسية في التوزيع بعد أرقام التوزيع لأشرطة الكاسيت السمعية.

## اعتزاله الفن

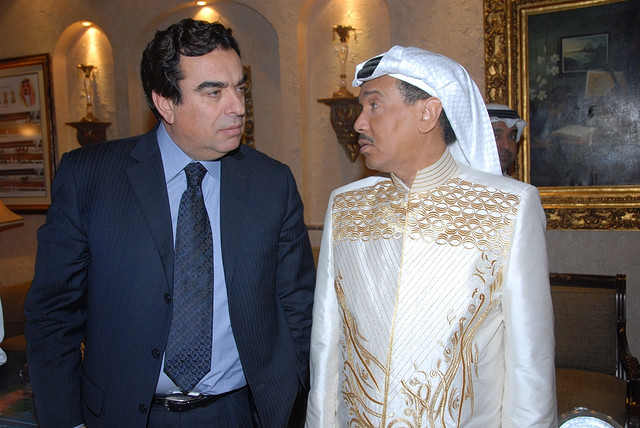
صورة تجمع محمد عبده مع جورج قرداحي

غلاف ألبوم وحدك للفنان محمد عبده

لم يكن اعتزالًا بالمعنى الحرفي ولكنه كان قد توقف عن الظهور في الحفلات الغنائية لمدة 8 سنوات (1989–1997) وكان ذلك لعدة أسباب خاصة، منها وفاة والدته وأيضًا مراجعة لما قدمه وما سيقدمه. ورغم الاعتزال، إلا أنه قد قدم (أنشودة المطر) التي فجر فيها كل طاقاته اللحنية من كلمات الشاعر بدر شاكر السياب وقدم أيضًا (البرواز) وقدم أيضًا عدة جلسات مسجلة على شكل ألبومات تحمل اسم (شعبيات).

## تطويره للأغنية السعودية
يجمع العديد من المتابعين للوسط الفني أن محمد عبده مع طلال مداح كانا من أهم الفنانين الذين ساهموا بنشر الأغنية الخليجية في جميع أنحاء العالم العربي فهما الذين ساهما بتطوير الأغنية السعودية بجانب الأمير الشاعر خالد الفيصل والأمير الشاعر بدر بن عبد المحسن.

## استحواذ روتانا على أرشيف الفنان
في نوفمبر 2020 عقدت شركة روتانا للصوتيات والمرئيات اتفاقية مع شركة مجموعة صوت الجزيرة لشراء المصنّفات والمحتوى الغنائي لفنان العرب محمد عبده، وذكر الرئيس التنفيذي لـ«روتانا» سالم الهندي أن المحتوى الفني الثري للفنان والذي امتد لستين عامًا انتقل لتتم إدارته من قبل شركة روتانا، كما ذكر تركي بن عبدالمحسن آل الشيخ رئيس الهيئة العامة للترفيه، الذي حضر توقيع الاتفاقية، أن «كتالوج الأغاني المؤرشفة الذي استلمته روتانا يتضمَن 122 ألبومًا، ففي كل صفحة من هذا الكتالوج عشرات الأغاني، منوهًا بأن هناك أغانيَ قد يعاد تسجيلها».

## الأغاني الوطنية
يعتبر محمد عبده من أكثر الفنانين غناء للوطن، ومن أغانيه الوطنية:
- الله أحد
- فوق هام السحب
- رسالة
- يالسعودي يالبطل
- أجل نحن الحجاز ونحن نجد
- أوقد النار
- حنّا جنود الله
- حدثينا
- عوافي
- أبشري يا دار
- حنا رجال أبو فهد
- سيدي سلمان
- حي سلمان.
- موطن الصقر.
- كوكب الأرض.
- هذا جنوب بلادي.

ويعد أول فنان سعودي يطرح ألبوماً وطنياً والذي كان بعنوان فوق هام السحب.
وقدم محمد عبده ألبومات وطنية تحمل صورته بلباس عسكري وكان يشارك سنوياً في مهرجان الجنادرية، ولحن وقتها العديد من أوبريتات الجنادرية منها:
- أرض الرسالات والبطولات (كلمات: غازي القصيبي).
- عرايس المملكة (كلمات: إبراهيم خفاجي).
- فارس التوحيد (كلمات: بدر بن عبد المحسن).
- أنشودة العروبة (كلمات: غازي القصيبي).

### أغان رياضية وطنية
- (قوموا أوقفوا حيوا معانا المنتخب) وهي أول أغنية في المنتخب السعودي (1970م).[8]
- (وين ما يروح الأخضر أنا ويّاه) كلمات: عبد اللطيف البناي. (1983م).[9]
- (خضر الفنايل) كلمات: سعد الحميد، وألحان: عبد الرب إدريس. غناها خلال صعود المنتخب السعودي لالمبياد لوس انجلوس (1984م).
- أوبريت (أووه يا سعودي) كلمات: عبد الرحمن القريني، وألحان: رابح صقر. غناها مع رابح صقر بمناسبة تأهل المنتخب السعودي لكأس العالم (2006م).

## التعاونات الفنية

### الشعراء الذين تعاون معهم
غنى محمد عبده من كلمات العديد من الشعراء، ومن أشهرهم:
- بدر شاكر السياب (أنشودة المطر)
- عبد الله الفيصل (هلا يابو شعر ثاير، هلا باللي له الخافق يهلي، وغيرها)
- خالد الفيصل (أيوه، من بادي الوقت، غريب الدار، كل مانسنس، تنشد عن الحال، الله عليها عودت، ياغايبة،الهوى الغايب، وغيرها)
- بدر بن عبد المحسن (مركب الهند، صوتك يناديني، أبعتذر، وين أحب الليلة،الرسايل، ردي سلامي، رماد المصابيح، مريت، الفجر البعيد، اكتب لها حرف،خطأ ،عالي السكوت، أرفض المسافة، جمرة غضى، لا تسرق الوقت (خواف)، رسالة إلى من يهمها أمري، العروس(جدة)، فوق هام السحب، حدثينا، باقي مني ليل، وغيرها)
- عبد العزيز بن سعود (سيد الغنادير وغيرها)
- طلال الرشيد (سنا الفضة، أحوال وغيرها)
- إبراهيم خفاجي (لنا الله، مافي داعي، ظبي الجنوب، أشوفك كل يوم، وغيرها)
- طاهر زمخشري (خاصمت عيني من سنين، يا أعذب الحب وغيرها)
- فائق عبد الجليل (ابعاد (ليلة ليلة)، المعازيم، في الجو غيم وهم، وغيرها)
- ثريا قابل (لا وربي، واحشني زمانك)
- محمد بن راشد آل مكتوم (يا مرحبا يا معنى، رمية الهديف وغيرها)
- سعود سالم (سلم علي بعينك، رواية، أحب صنعاء، حظيظ وغيرها)
- محمد الأحمد السديري (يقول من عدى، حياتي كلها صبر، عهود الحب وغيرها)
- نواف بن فيصل بن فهد آل سعود (على البال، تناسيني، اسمحيلي يالغرام، اختلفنا، وغيرها)
- عبد الرحمن بن مساعد (شبيه الريح، مساء الخير، مذهلة البرواز، ماهو حب، وغيرها)
- ساري (وهو الشاعر خالد التويجري[10]) (مرت علينا، الورق، يا راحله)

### الملحنين الذين تعاون معهم
غنى محمد عبده بألحان العديد من الملحنين، ومن أشهرهم:
- عمر كدرس (ليلة خميس، وهم وغيرها)
- طارق عبد الحكيم (لنا الله، رحت يم الطبيب وغيرها)
- يوسف المهنا (ابعاد (ليلة ليلة)، في الجو غيم وغيرها)
- محمد شفيق (هلا بالطيب الغالي، السنين وغيرها)
- عبد الرب إدريس (محتاج لها، أبعتذر وغيرها)
- عدنان خوج (المعازيم وغيرها)
- ناصر الصالح (بنت النور، الأماكن، اعترفلك وغيرها)
- رابح صقر (حبيب الحب، مضاوي، وغيرها)
- محمد شفيق (يقول المعتنى، آه وآهين، وغيرها)
- سراج عمر (مرتني الدنيا)
- عيد الفرج (آه ياويلي من تصاويبك)
- أنور عبد الله (يكفيك انك شفتها)
- بليغ حمدي (يا ليلة)
- محمد الموجي (ابتهالات إسلامية)
- سامي إحسان (مالي ومال الناس، أنت محبوبي)
- فوزي محسون (لا وربي)

### ألحانه للفنانين
- أحلام: (يا ليل ياجامع، المحبة أرض، يا كيف تنشد عن أحوالي، لا تقول إنك تحب)
- ابتسام لطفي: (حيرة)
- أصالة نصري: (أوقات ياخذنا الحكي)
- نوال الكويتية: (أنت ولا الموت)
- فلة الجزائرية: (يا مسافر للجفا)
- ماجد المهندس: (اذكريني)
- علي عبد الكريم: (أسابق الساعة، موعد الأحباب)
- محمد عمر: (تدلل يا قمر شط الحجازي)
- عبدالله الرويشد: (هلت دموع السما)
- محمد المسباح: (رباه يا جامع قلوب المحبين)
- فؤاد عبد الواحد: (خصام الوقت)
- كارمن سليمان: (أخباري)

## أبرز أعماله

### الستينات (1960–1970)
| الأغنية            | ألحان           | كلمات             | سنة الإصدار |
| ------------------ | --------------- | ----------------- | ----------- |
| خاصمت عيني من سنين | محمد محسن       | طاهر زمخشري       | 1963        |
| مثل صبيا           | محمد عبده       | إبراهيم خفاجي     | 1964        |
| يابو شعر ثاير      | محمد عبده       | عبد الله الفيصل   | 1965        |
| سكة التايهين       | طارق عبد الحكيم | ناصر بن جريد      | 1966        |
| مافي داعي          | محمد عبده       | إبراهيم خفاجي     | 1968        |
| لنا الله           | طارق عبد الحكيم | إبراهيم خفاجي     | 1967        |
| رحت يم الطبيب      | طارق عبد الحكيم | فالح              |             |
| ظبي الجنوب         | محمد عبده       | إبراهيم خفاجي     | 1967        |
| لا تناظرني بعين    | طارق عبد الحكيم | إبراهيم خفاجي     | 1968        |
| اشوفك كل يوم       | محمد عبده       | إبراهيم خفاجي     | 1965        |
| لوكلفتني المحبه    | محمد عبده       | إبراهيم خفاجي     | 1969        |
| مركب الهند         | محمد عبده       | بدر بن عبد المحسن | 1969        |

### السبعينات (1970–1980)
| الأغنية           | ألحان          | كلمات                           | سنة الإصدار |
| ----------------- | -------------- | ------------------------------- | ----------- |
| أيوه              | محمد عبده      | خالد الفيصل                     | 1973        |
| الرسايل           | محمد عبده      | بدر بن عبد المحسن               | 1974        |
| ابعاد (ليلة ليلة) | يوسف المهنا    | فائق عبد الجليل                 | 1975        |
| دستور             | محمد عبده      | خالد الفيصل                     | 1976        |
| ضناني الشوق       | محمد مرشد ناجي | مهدي حمدون                      | 1977        |
| ردي سلامي         | محمد عبده      | بدر بن عبد المحسن               | 1978        |
| أنت محبوبي        | سامي احسان     | إبراهيم خفاجي                   | 1976        |
| مالي ومال الناس   | سامي احسان     | إبراهيم خفاجي                   | 1978        |
| في الجو غيم       | يوسف المهنا    | فائق عبد الجليل                 | 1979        |
| مرتني الدنيا      | سراج عمر       | بدر بن عبد المحسن               | 1979        |
| خطأ               | محمد عبده      | بدر بن عبد المحسن – خالد الفيصل | 1974        |
| لي ثلاث ايام      | محمد عبده      | فالح                            |             |

### الثمانينات (1980–1990)
- صوتك يناديني (ألحان: محمد عبده؛ كلمات: بدر بن عبد المحسن)
- ليلة خميس (ألحان: عمر كدرس؛ كلمات: خالد بن يزيد)
- المعازيم (ألحان: عدنان خوج؛ كلمات: فائق عبد الجليل)
- أبعتذر (ألحان: عبد الرب إدريس؛ كلمات: بدر بن عبد المحسن)
- لا تسرق الوقت (ألحان: محمد شفيق؛ كلمات: بدر بن عبد المحسن)
- هلا بالطيب الغالي (ألحان: محمد شفيق؛ كلمات: عبد اللطيف البناي)
- فوق هام السحب (ألحان: محمد عبده؛ كلمات: بدر بن عبد المحسن)
- حدثينا ياروابي نجد (ألحان: سراج عمر؛ كلمات: بدر بن عبد المحسن)
- أرفض المسافة (ألحان: محمد عبده؛ كلمات: بدر بن عبد المحسن)
- وهم (ألحان: عمر كدرس؛ كلمات: فائق عبد الجليل)
- إنت معاي (ألحان: عبد الرب إدريس؛ كلمات: يوسف ناصر)
- محتاج لها (ألحان: عبد الرب إدريس؛ كلمات: بدر بورسلي)
- جيتك حبيبي (ألحان: عبد الرب إدريس؛ كلمات: يوسف ناصر )
- جمرة غضى (ألحان: محمد عبده؛ كلمات: بدر بن عبد المحسن)
- من بادي الوقت (ألحان: محمد عبده؛ كلمات: خالد الفيصل)
- كلك نظر (ألحان: عبد الرب إدريس؛ كلمات: بدر بورسلي)
- ياصاح انا (ألحان: محمد عبده؛ كلمات: خالد الفيصل)
- ولعتني (ألحان: محمد عبده؛ كلمات: المشتاق)
- إلى من يهمها أمري (ألحان: عبد الرب إدريس؛ كلمات: بدر بن عبد المحسن)
- طال السفر (ألحان: محمد عبده؛ كلمات: خالد الفيصل)
- لك حق تزعل (ألحان: محمد عبده؛ كلمات: خالد الفيصل)
- سيد الغنادير (ألحان: طلال باغر؛ كلمات: السامر)
- كل ما اقفيت (ألحان: محمد عبده؛ كلمات: بدر بن عبد المحسن)
- العقد (ألحان: عمر كدرس؛ كلمات: خالد بن يزيد)
- انا المولع بها (ألحان: محمد عبده؛ كلمات: إبراهيم خفاجي)
- يا أعذب الحب (ألحان: عمر كدرس؛ كلمات: طاهر زمخشري)

### التسعينات (1990–2000)
- المعاناة (ألحان: محمد عبده، كلمات: خالد الفيصل)
- أنشودة المطر (ألحان: محمد عبده، كلمات: بدر شاكر السياب)
- البرواز (ألحان: صادق الشاعر، كلمات: عبد الرحمن بن مساعد)
- أنتِ نسيتِ (ألحان: عبد الرب إدريس، كلمات: مساعد الرشيدي)
- الفجر البعيد (ألحان: عبد الرب إدريس، كلمات: بدر بن عبد المحسن)
- اختلفنا (ألحان: محمد عبده، كلمات: أسير الشوق)
- آخر زيارة (ألحان: محمد عبده، كلمات: فائق عبد الجليل)
- أقرب الناس (ألحان: محمد عبده، كلمات: الناصر)
- على البال (ألحان: محمد عبده، كلمات: أسير الشوق)
- أسعد ليالي العمر الحان: محمد عبده، كلمات: الناصر
- مساء الخير (ألحان: صادق الشاعر، كلمات: عبد الرحمن بن مساعد)
- اسمحيلي يالغرام (ألحان: محمد عبده، كلمات: اسير الشوق)
- يامن عليه التوكل (ألحان: فلكلور، كلمات: محسن فايع)
- كل ما نسنس (ألحان: محمد عبده، كلمات: خالد الفيصل)
- مشرق النور (ألحان: محمد شفيق، كلمات: غازي القصيبي)
- يا ضايق الصدر (ألحان: محمد عبده، كلمات: خالد الفيصل)
- كفاني عذاب (ألحان: محمد عبده، كلمات: خالد الفيصل)

### الألفية (2000–2010)
- مجموعة إنسان (ألحان: محمد عبده؛ كلمات: خالد الفيصل)
- بنت النور (ألحان: ناصر الصالح؛ كلمات: فيصل بن تركي)
- أعترفلك (ألحان: ناصر الصالح؛ كلمات: فيصل بن تركي)
- شبيه الريح (ألحان: صادق الشاعر؛ كلمات: عبد الرحمن بن مساعد)
- مذهلة (ألحان: صادق الشاعر؛ كلمات: عبد الرحمن بن مساعد)
- الأماكن (ألحان: ناصر الصالح؛ كلمات: منصور الشادي)
- قسوه (ألحان: محمد عبده؛ كلمات: خالد الفيصل)
- الهوى الغايب (ألحان: محمد عبده؛ كلمات: خالد الفيصل)
- واحشني زمانك (ألحان: محمد شفيق؛ كلمات: ثريا قابل)
- بحر العيون (ألحان: محمد شفيق؛ كلمات: بدر بن عبد المحسن)
- الله العالم (ألحان: محمد شفيق؛ كلمات: بدر بن عبد المحسن)
- وحدك (ألحان: محمد شفيق؛ كلمات: بدر بن عبد المحسن)
- القلوب أصحاب (ألحان: محمد شفيق؛ كلمات: بدر بن عبد المحسن)
- أيامي لك (ألحان: عبد الرب إدريس؛ كلمات: محمد عبد الرحمن)
- علمتها (ألحان: محمد شفيق؛ كلمات: العابر)
- ماعاد بدري (ألحان: طارق محمد؛ كلمات: تركي بن عبد الرحمن)
- كوكب الأرض (ألحان محمد عبده، كلمات: إبراهيم خفاجي)

### الألفية (2010–الآن)
- أيامي لك ( ألحان: عبد الرب إدريس؛ كلمات: محمد عبد الرحمن)
- جاني كلام (ألحان: علي بن محمد؛ كلمات: منصور الشادي)
- لقاء الساعتين (ألحان: عبد الرب إدريس؛ كلمات: عبد العزيز خوجة)
- استحالة انساك (ألحان: ماجد المهندس؛ كلمات: محمد عبد الرحمن)
- الله جابك (ألحان: علي بن محمد؛ كلمات: منصور الشادي)
- يصيح الليل (ألحان: بندر سعد؛ كلمات: منصور الشادي)
- بعلن عليها الحب (ألحان: طلال؛ كلمات: فائق عبد الجليل)
- الحكاية (ألحان: يوسف المهنا؛ كلمات: عبد اللطيف آل الشيخ)
- هذا صديقي (ألحان: فايز السعيد؛ كلمات: حمدان بن محمد بن راشد آل مكتوم)
- بس لحظة (ألحان: عبد الرب ادريس؛ كلمات: تركي آل الشيخ)
- نجم عالي (ألحان: طلال؛ كلمات: أحمد علوي)
- عالي السكوت (ألحان: طلال؛ كلمات: بدر بن عبد المحسن)[11]
- خريف (ألحان: طلال؛ كلمات: بدر بن عبد المحسن)
- يا راحلة (ألحان: ناصر الصالح؛ كلمات: ساري)
- رماد المصابيح (ألحان: طلال؛ كلمات: بدر بن عبد المحسن)
- أخطيت في حقي (ألحان: نواف عبد الله؛ كلمات: تركي آل الشيخ)
- عمري نهر (ألحان: طلال؛ كلمات: بدر بن عبد المحسن)
- خضار البحر (ألحان: طلال؛ كلمات: بدر بن عبد المحسن)
- خجل (ألحان: طلال؛ كلمات: بدر بن عبد المحسن)
- القرار (ألحان: طلال؛ كلمات: نزار قباني)
- تأخرنا (ألحان: طلال؛ كلمات: بدر بن عبد المحسن)
- قالت لي سم (ألحان: طلال؛ كلمات: بدر بن عبد المحسن)
- في المقهى (ألحان: طلال؛ كلمات: نزار قباني)
- قالت لي سم (ألحان: طلال؛ كلمات: فائق عبد الجليل)
- لكل شيء أول (ألحان: طلال؛ كلمات: فائق عبد الجليل)
- ماهو منك (ألحان: سعود بن عبد المجيد؛ كلمات: إبراهيم خفاجي)
- ماهو حب (ألحان: صادق الشاعر؛ كلمات: عبد الرحمن بن مساعد)
- اكتب لها حرف (ألحان: طلال؛ كلمات: بدر بن عبد المحسن آل سعود)
- كثير اشتقت (ألحان: ناصر الصالح؛ كلمات: منصور الشادي)
- الملامح (ألحان: ناصر الصالح؛ كلمات: تركي آل الشيخ)
- مري قلبي يوم (ألحان: ناصر الصالح؛ كلمات: سعود بن عبدالله)
- أنتِ السماء (ألحان: محمد عبده؛ كلمات: إدريس جماع)

## الألبومات الغنائية
من ألبومات الفنان محمد عبده:
| الألبوم                               | التاريخ | ملاحظات |
| ------------------------------------- | ------- | --- |
| في الجو غيم                           |         | |
| السنين                                |         | |
| لا تجرحيني                            |         | |
| يا شوق                                |         | |
| تستاهل الحب نجدية                     | 1985    | |
| يا مركب الهند                         | 1985    | |
| الرمش الطويل                          |         | |
| عيون الليل                            |         | |
| عقد المحبة                            |         | |
| كلك نظر                               |         | |
| لا وداع                               |         | |
| نشوة العز (أوبريت وطني)               |         | كلمات الأمير خالد الفيصل. |
| المعازيم                              | 1987    | |
| وهم                                   | 1988    | [ 13 ] |
| أرفض المسافة                          | 1988    | |
| محتاج لها                             | 1990    | |
| شعبيات                                | 1991    | [ 15 ] |
| سايق الخير                            | 1995    | |
| الحبيب الغالي                         | 1995    | |
| البرواز                               | 1997    | |
| هل التوحيد                            | 1997    | |
| حبيبتي                                | 1997    | |
| وين أحب الليلة (حفلات لندن 1)         | 1997    | |
| إختلفنا (حفلات لندن 2)                | 1997    | |
| إنتي نسيتي (حفلات لندن 3)             | 1997    | |
| يا غايب (حفلات لندن 4)                | 1997    | |
| الونه (حفلات لندن 5)                  | 1997    | |
| سايق الخير (شعبيات 8) تسجيلات لندن 98 | 1998    | |
| دعاني الشوق (شعبيات 9) تسجيلات لند 98 | 1998    | |
| يابو فهد (شعبيات 10)                  | 1998    | |
| عنود الصيد (شعبيات 11)                | 1998    | |
| مساء الخير                            | 1998    | |
| جديد سعود بن عبد الله (العنا)         | 1998    | |
| مهرجان أبها 99                        | 1999    | |
| مهرجان أبها 99 (2)                    | 1999    | |
| حفلات أبها 98 (الجزء الثالث)          | 1999    | |
| يماني حجاز - يماني خليج               | 1999    | |
| مجموعة إنسان                          | 2000    | |
| الكويت فبراير 2000                    | 2000    | |
| بنت النور (مهرجان جدة 2000)           | 2000    | |
| حفل الكويت 2001                       | 2001    | |
| شبيه الريح                            | 2001    | [ 16 ] |
| أنشودة المطر                          | 2001    | |
| شعبيات 6 حجازي                        | 2002    | |
| أعترفلك (جدة غير 2002)                | 2002    | |
| سهرة العيد 1                          | 2002    | |
| مذهلة                                 | 2003    | [ 17 ] |
| علمتها                                | 2004    | [ 18 ] |
| على عودي 1                            | 2004    | |
| على عودي 2                            | 2004    | |
| شعبيات 5 سامري                        | 2005    | |
| الأماكن (جدة غير 2005)                | 2005    | |
| شعبيات 14                             | 2006    | |
| إنتي نسيتي                            | 2006    | |
| طال السفر                             | 2006    | |
| أقرب الناس                            | 2006    | |
| الهوى الغايب                          | 2008    | |
| قسوة                                  | 2008    | [ 19 ] |
| وحدك                                  | 2009    | [ 20 ] |
| بعلن عليه الحب                        | 2013    | [ 21 ] |
| الله جابك                             | 2013    | [ 22 ] |
| بس لحظة                               | 2014    | |
| قديم الحب                             | 2015    | |
| عالي السكوت                           | 2016    | [ 23 ] |
| يا راحلة                              | 2016    | [ 24 ] |
| رماد المصابيح                         | 2017    | [ 25 ] |
| عمري نهر                              | 2018    | [ 26 ] |
| يا غافية قومي                         | 2019    | [ 27 ] |
| محمد عبده 2024                        | 2024    | تضمن 7 أغنيات. |
| الوفاء للبدر                          | 2025    | تضمن 5 أغانٍ من كلمات الأمير بدر بن عبد المحسن، وألحان الموسيقار الدكتور طلال، وتناوب على توزيعها موسيقياً كل من يحيى الموجي، عصام الشرايطي، أمير عبد المجيد، ووليد فايد. وصدر الألبوم بالتزامن مع الذكرى السنوية الأولى لرحيل الأمير بدر بن عبدالمحسن. |

## تجربة التمثيل
شارك محمد عبده في بطولة مسلسل (أغاني في بحر الأماني) عام 1969م بأداء دور (هاني)، واشترك معه في بطولة المسلسل الفنانين: حسن دردير، ولطفي زيني.

## التكريم
- كُرم في مهرجان ليالي الأنس في المغرب عام 2016.[32]
- كُرم من الشيخة مي آل خليفة رئيسة هيئة الثقافة والآثار في مملكة البحرين عام 2016.[33]
- كُرم بمنحه وسام السلطان قابوس سلطان عمان عام 2014؛ تقديراً لمشواره الفني الكبير الذي تجاوز أكثر من نصف قرن خدم خلاله الحركة الفنية والثقافية في الخليج والجزيرة العربية.[34]
- كُرم في افتتاح مهرجان الموسيقى العربية الرابع عشر في القاهرة عام 2005.[35]
- كُرم في موسم الرياض 2022 في حفل حمل عنوان «ليلة فنان العرب».[36]
- كرمته جائزة التميز الإعلامي في نسختھا الثالثة 2022.[37]
- كرمته الهيئة العامة للترفيه في موسم الرياض 2023 في «حفل اليوبيل الماسي»، الذي أقيم خلاله حفلين غنائيين للفنان محمد عبده احتفاءً بـ60 عامًا من العطاء الفني له،[38] وقدم له المستشار تركي آل الشيخ، رئيس هيئة الترفيه، أسطوانة من الذهب الخالص مشيداً بغنائه لأكثر من 300 أغنية للوطن خلال مسيرته. وأعلن الفنان فور تسلمه الجائزة إهدائها لصالح حملة خادم الحرمين الشريفين لإغاثة الشعب الفلسطيني في غزة.[39]

## الحالة الصحية
أصيب محمد عبده بمرض سرطان البروستاتا حيث يتلقى العلاج في مدينة باريس، وصرّح محمد عبده لقناة روتانا موسيقى في 5 مايو 2024 قائلاً: "أجريت فحوصات ونتيجتها هذه المرة الحمد لله طيبة، وإنزيم السرطان بينزل الحمد لله كثيرا، وأبشركم الحمد لله أنا بصحة طيبة، وهذا عارض من الله سبحانه وتعالى، ودعاؤكم عامل من عوامل الشفاء".

## وصلات خارجية
- محمد عبده عثمان العسيري على موقع ميوزك برينز (الإنجليزية)
- محمد عبده عثمان العسيري على موقع ديسكوغز (الإنجليزية)